# Ведущий программист
Веду́щий программи́ст (Lead Developer) — в отечественной практике — программист, возглавляющий один или несколько проектов по разработке программного обеспечения, либо программист, имеющий определенный уровень подготовки, трудового стажа или соответствующий требованиям к образованию для получения данного статуса.

## Юридическая сторона
Непосредственные должностные обязанности, права и квалификационные требования к занимаемой должности определяются трудовым договором и непосредственно должностной инструкцией ведущего программиста.
В отечественной кадровой практике часто применяется термин инженер-программист (ведущий).

## Распространённая практика
Область ответственности ведущего программиста в различных фирмах может быть разной, но в целом, он обычно несёт ответственность за:
- архитектуру, лежащую в основе разрабатываемой программы
- обучение новых или менее опытных разработчиков
- распределение работы и отслеживание выполнения задач другими участниками команды (редко, в основном этим занимается менеджер проекта)

Ведущий программист, как правило, имеет высокий уровень подготовки в области разработки программного обеспечения и имеет опыт разработки программных продуктов с применением большого спектра технологий. Его главной задачей является координация проектов с первой стадии разработки и до завершающих стадий тестирования и технической поддержки и непосредственное участие в разработке в качестве квалифицированного специалиста.
Главными качествами ведущего программиста являются умение мыслить системно, в перспективе, видеть все стадии разработки проекта, отслеживать тенденции современного рынка и уметь применять самые перспективные и современные технологии в своих проектах, если это потребуется.
Ведущий программист, изредка, также решает некоторое число административных вопросов. среди них: управление персоналом, согласование договоров, составление технических заданий, улаживание спорных вопросов с заказчиком.
Хотя его обязанности, преимущественно, технические, ведущий программист служит промежуточным звеном между программистами и менеджментом, а также имеет некоторые обязанности менеджера, в том что касается распределения работ и слежения за тем, что проекты вписываются в отведённые время и бюджет. Ведущий программист обычно является техническим советником для менеджмента и предоставляет техническую часть при разработке требований.